# Suizo (futbolista)
Carlos Valverde Madrid (Altstatten, Suiza, 5 de marzo de 1988) es un futbolista español. Es conocido como Suizo por haber nacido en Suiza, pese a tener sus orígenes familiares en Macotera (Salamanca). Su demarcación en el campo suele ser de lateral izquierdo, aunque puede desempeñarse como central. Destaca por su velocidad y anticipación. Milita actualmente en el Salamanca Club de Fútbol UDS "B".

## U.D Salamanca
Antes de su llegada al CD Salmantino, se formó en las categorías inferiores del C.D. Calasanz, su antiguo colegio también, donde destacó, y llamó la atención de los clubs salmantinos.

### 2007/08
En la campaña 07/08 jugaba en el CD Salmantino era habitual en los entrenamientos del primer equipo y a veces en las convocatorias. Las buenas actuaciones en el CD Salmantino y las ausencias le hicieron ir convocado contra el Córdoba CF en el Arcángel. En ese partido hizo un gran debut, pero un error del árbitro pitando un penalty que no cometido, mancho su actuación.
Fruto del convenio entre el UD Salamanca y el Arsenal FC iba a viajar junto con otros canteranos como Piojo, Pablo Carmona y Eli a Londres, pero una lesión de rodilla que se produjo con el CD Salmantino hizo que se tuviera que operar y perder la ocasión. En esa instancia entrenaron con el equipo reserva de los Gunners.

### 2008/09
En la campaña 08/09 ya en el primer equipo, comenzó con pocas oportunidades pues delante de él estaba el jugador brasileño Pedro Botelho cedido por el Arsenal FC y el lateral derecho re convertible a izquierdo Sito Castro, aun así ha jugado contra el Córdoba CF, la Real Sociedad y el Real Zaragoza.

### 2009/10
Al terminar la campaña anterior tuvo que operarse por una lesión. Esto hizo que se perdiera los primeros partidos de la temporada y le costara en las convocatorias una vez recuperado. No jugó apenas esta temporada, por lo que el club piensa en cederle para que no se estanque y tenga proyección.

### 2011/12
Abandona su equipo de toda la vida, el UD Salamanca y firma por una temporada con el ya desaparecido CD Badajoz que militaba en el Grupo IV de Segunda división B.

### 2012/13
Al desaparecer el CD Badajoz que militaba en el Grupo IV de Segunda división B para esta temporada vuelve a la provincia de Salamanca y ficha por el CD Guijuelo de Segunda división B.

### 2013/14
En esta campaña hace oficial su fichaje por el CD Quintanar del Rey de la Tercera división española.

### 2016/2017
Ficha por el Club de Fútbol Salmantino, con la intención de aportar veteranía y experiencia a la plantilla y ayudar así a alcanzar los objetivos de ascenso que se ha marcado la entidad.

### 2017/2018
Ficha por el Club Deportivo Guadalajara, con el objetivo de que el club se clasifique para el play-off de ascenso a 2ªB. Sin embargo, finaliza la temporada 6º, sin cumplir este objetivo.

## Clubes
| Club                             | País   | Año           |
| -------------------------------- | ------ | ------------- |
| CD Salmantino                    | España | ?-2008        |
| UD Salamanca                     | España | 2008-2011     |
| CD Badajoz                       | España | 2011-2012     |
| CD Guijuelo                      | España | 2012-2013     |
| CD Quintanar del Rey             | España | 2013-2014     |
| Club de Fútbol Salmantino        | España | 2016-2017     |
| Club Deportivo Guadalajara       | España | 2017-2018     |
| Unión Polideportiva Plasencia    | España | 2018-2019     |
| Club Deportivo Ribert            | España | 2020          |
| Salamanca Club de Fútbol UDS "B" | España | 2022-presente |